# دوریت کوچک (مجموعه تلویزیونی)
دوریت کوچک (به انگلیسی: Little Dorrit) نام یک مینی‌سریال تلویزیونی ۱۴ قسمتی بریتانیایی است که در ۲۰۰۸ توسط بی‌بی‌سی تهیه و منتشر شد. این مجموعه تلویزیونی بر پایهٔ رمان دوریت کوچک اثر چارلز دیکنز ساخته و برندهٔ ۷ جایزه امی از جمله «بهترین مینی‌سریال تلویزیونی» شد.
این مجموعه نامزد دریافت ۵ جایزه بفتا، نامزد جایزه گلدن گلوب بابت جایزه گلدن گلوب بهترین مجموعه تلویزیونی کوتاه یا فیلم تلویزیونی و همچنین برندهٔ ۷ جایزهٔ امی شامل جوایز جایزه امی ساعات پربیننده برای مجموعه تلویزیونی کوتاه برجسته، بهترین کارگردانی، بهترین فیلنامه‌نویسی است.
از جمله بازیگران آن می‌توان به کلر فوی، متیو مک‌فادین، جودی پارفیت و تام کورتنی اشاره کرد.

## داستان
فیلمنامه «دوریت کوچولو» بیانگر داستان زندگی امی دوریت (با بازی کلیر فوی) است. دختری ۲۱ ساله که پدرش به‌علت بدهی زیاد در زندان مارشال‌سی به سر می‌برد. امی با خیاطی و کار کردن برای خانم کلنام (با بازی جودی پارفیت) مخارج خانه را تأمین و به پدرش کمک می‌کند. بازگشت پسر صاحب‌کار امی از سفر چین، آرتور کلنام (با بازی متیو مک فیدن)، سرنوشت را به گونه دیگری برای امی و خانواده او رقم می زند. آرتور به دنبال حل معمایی در ارث و میراث خانواده خود است و در همین حین با امی آشنا می‌شود.